# Larry Hulcer
Larry Hulcer (Saint Louis, 26 aprile 1957) è un ex calciatore statunitense.

## Carriera

### Club
Formatosi calcisticamente nei programmi giovanili della città di Saint Louis e nella rappresentativa calcistica della Saint Louis University, venendo inserito nel famedio dell'istituto nel 1995.
Nel 1979 viene ingaggiato dai Los Angeles Aztecs. Con gli Aztecs raggiunse nella NASL 1979 i quarti di finale, ottenendo il titolo di miglior esordiente stagionale.
La stagione seguente passa ai New York Cosmos, con cui vince il campionato. In quella successiva Hulcer con i suoi Cosmos raggiunse la finale del torneo, persa contro il Chicago Sting.
Dal 1981 al 1985 giocò nei campionati indoor con i St. Louis Steamers e nel 1985-1986 con i K.C. Comets.

### Nazionale
Hulcer indossò la maglia degli USA tra il 1979 ed il 1980.

## Statistiche

### Cronologia presenze e reti in Nazionale
| Cronologia completa delle presenze e delle reti in nazionale ― Stati Uniti | Cronologia completa delle presenze e delle reti in nazionale ― Stati Uniti | Cronologia completa delle presenze e delle reti in nazionale ― Stati Uniti | Cronologia completa delle presenze e delle reti in nazionale ― Stati Uniti | Cronologia completa delle presenze e delle reti in nazionale ― Stati Uniti | Cronologia completa delle presenze e delle reti in nazionale ― Stati Uniti | Cronologia completa delle presenze e delle reti in nazionale ― Stati Uniti | Cronologia completa delle presenze e delle reti in nazionale ― Stati Uniti |
| Data                                                                       | Città                                                                      | In casa                                                                    | Risultato                                                                  | Ospiti                                                                     | Competizione                                                               | Reti                                                                       | Note                                                                       |
| -------------------------------------------------------------------------- | -------------------------------------------------------------------------- | -------------------------------------------------------------------------- | -------------------------------------------------------------------------- | -------------------------------------------------------------------------- | -------------------------------------------------------------------------- | -------------------------------------------------------------------------- | -------------------------------------------------------------------------- |
| 3-2-1979                                                                   | Seattle                                                                    | Stati Uniti                                                                | 1 – 3                                                                      | Unione Sovietica                                                           | Amichevole non ufficiale                                                   | -                                                                          | Ingresso                                                                   |
| 11-2-1979                                                                  | San Francisco                                                              | Stati Uniti                                                                | 1 – 4                                                                      | Unione Sovietica                                                           | Amichevole non ufficiale                                                   | -                                                                          |                                                                            |
| 2-5-1979                                                                   | East Rutherford                                                            | Stati Uniti                                                                | 0 – 6                                                                      | Francia                                                                    | Amichevole                                                                 | -                                                                          |                                                                            |
| 7-10-1979                                                                  | Hamilton                                                                   | Bermuda                                                                    | 1 – 3                                                                      | Stati Uniti                                                                | Amichevole                                                                 | -                                                                          | Ingresso                                                                   |
| 10-10-1979                                                                 | Parigi                                                                     | Francia                                                                    | 3 – 0                                                                      | Stati Uniti                                                                | Amichevole                                                                 | -                                                                          | 46’                                                                        |
| 4-10-1980                                                                  | Lussemburgo                                                                | Lussemburgo                                                                | 0 – 2                                                                      | Stati Uniti                                                                | Amichevole                                                                 | 1                                                                          |                                                                            |
| 7-10-1980                                                                  | Lisbona                                                                    | Portogallo                                                                 | 1 – 1                                                                      | Stati Uniti                                                                | Amichevole                                                                 | -                                                                          | 64’                                                                        |
| 9-11-1980                                                                  | Città del Messico                                                          | Messico                                                                    | 5 – 1                                                                      | Stati Uniti                                                                | Qual. Mondiali 1982                                                        | -                                                                          | Ingresso                                                                   |
| Totale                                                                     |                                                                            | Presenze                                                                   | 8                                                                          |                                                                            | Reti                                                                       | 1                                                                          |                                                                            |

## Palmarès

### Club
- Campionato NASL: 1

New York Cosmos:1980

### Individuale
- NASL Rookie of the Year: 1

1979